# Tremeur de Bretanya
Tremeur fou un personatge bretó llegendari que hauria viscut a l'inici del segle vi. Venerat com a sant, forma part dels grup de sants bretons més o menys mítics imposats a l'Església Catòlica per la tradició. La seva festa és el 8 de novembre. Se l'invoca per guarir els mals de cap.
El seu nom apareix com a Tréchinor, Trémel, Trémoré, Trémorel, Trimorel, Treveur, Triver, Tromeur i Trimoël, en bretó Tremeur i en francès Trémeur. Poques coses de la seva vida són conegudes. L'esmenta Guy Alexis Lobineau (Dom Alexis Lobineau) al seu relat sobre la vida de Sant Gildas el Savi.
Fill del comte de Poher Conomor el Maleït i de santa Trifina de Poher. La seva mare fou morta per Conomor en saber que havia quedat embarassada. Segons la llegenda, l'ermità sant Gildas de Rhuys en trobà el cadàver decapitat i la ressuscità. En néixer el nen, Trifina el batejà amb el nom de Gildas, però li va ajuntar el sobrenom de Trech-meur (en bretó trec'h » significa "victòria", i meur, "gran") per distingir-lo del sant.
La mare el deixà a l'eremitori de Rhuys perquè el criés el sant. Dom Lobineau escriu: «La seva vida angelical fou acompanyada de miracles que Déu feia a través d'ell» i afegeix : «Fou mort pel seu pare que el va trobar quan passejava pel camp després de la missa i li va fer tallar el cap».
La suposada decapitació s'hauria produït un 8 de novembre, i fou enterrat a Sainte-Tréphine prop de Laniscat (Côtes-d'Armor). En algunes llegendes sant Gildas el va ressuscitar igualment.

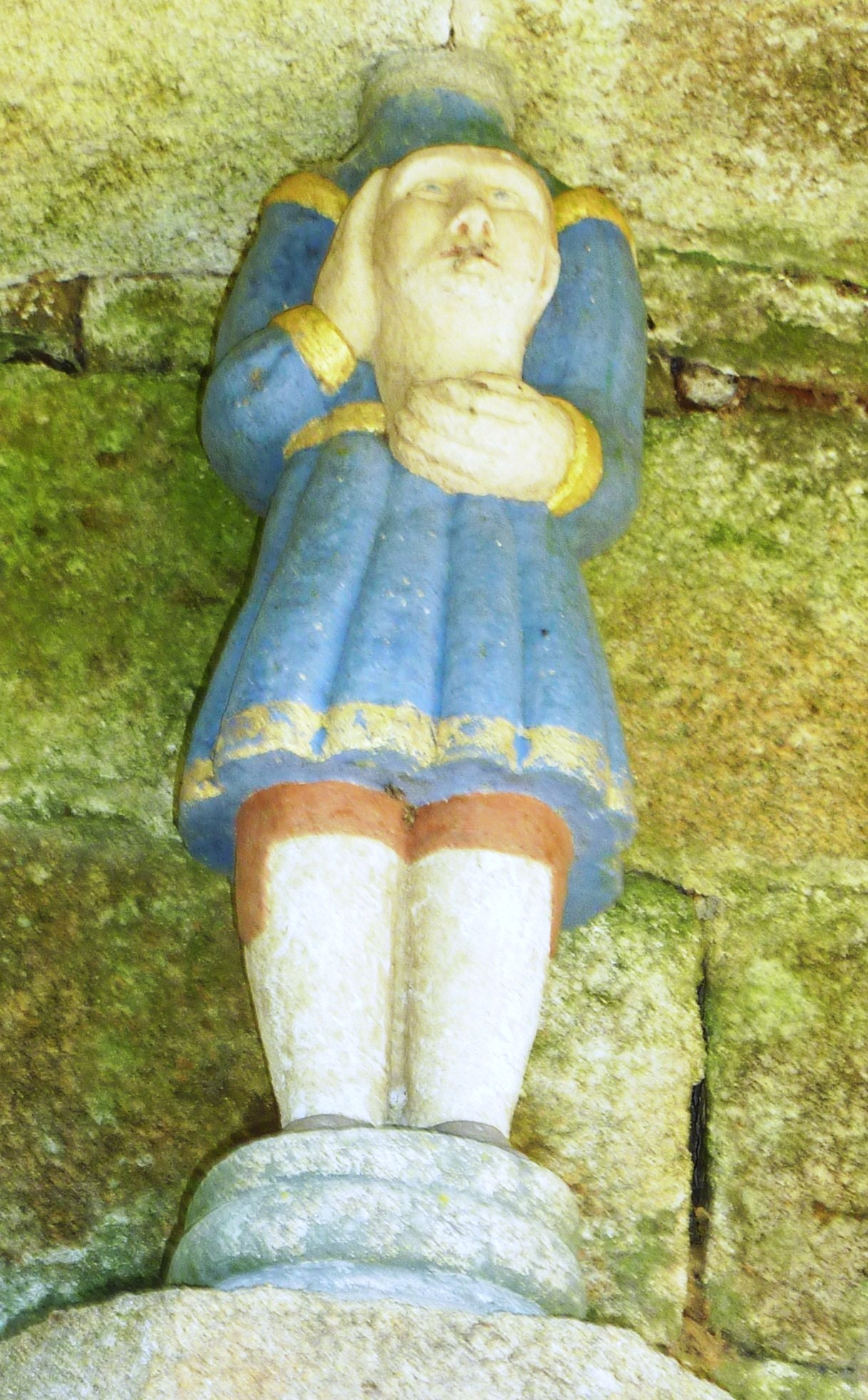
Guerlesquin: estàtua de saint Trémeur
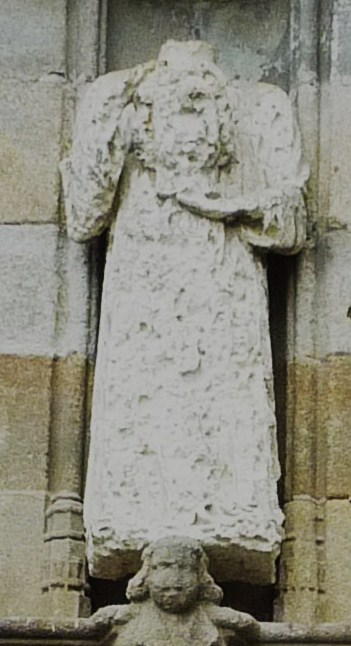
Carhaix: església de Saint-Trémeur
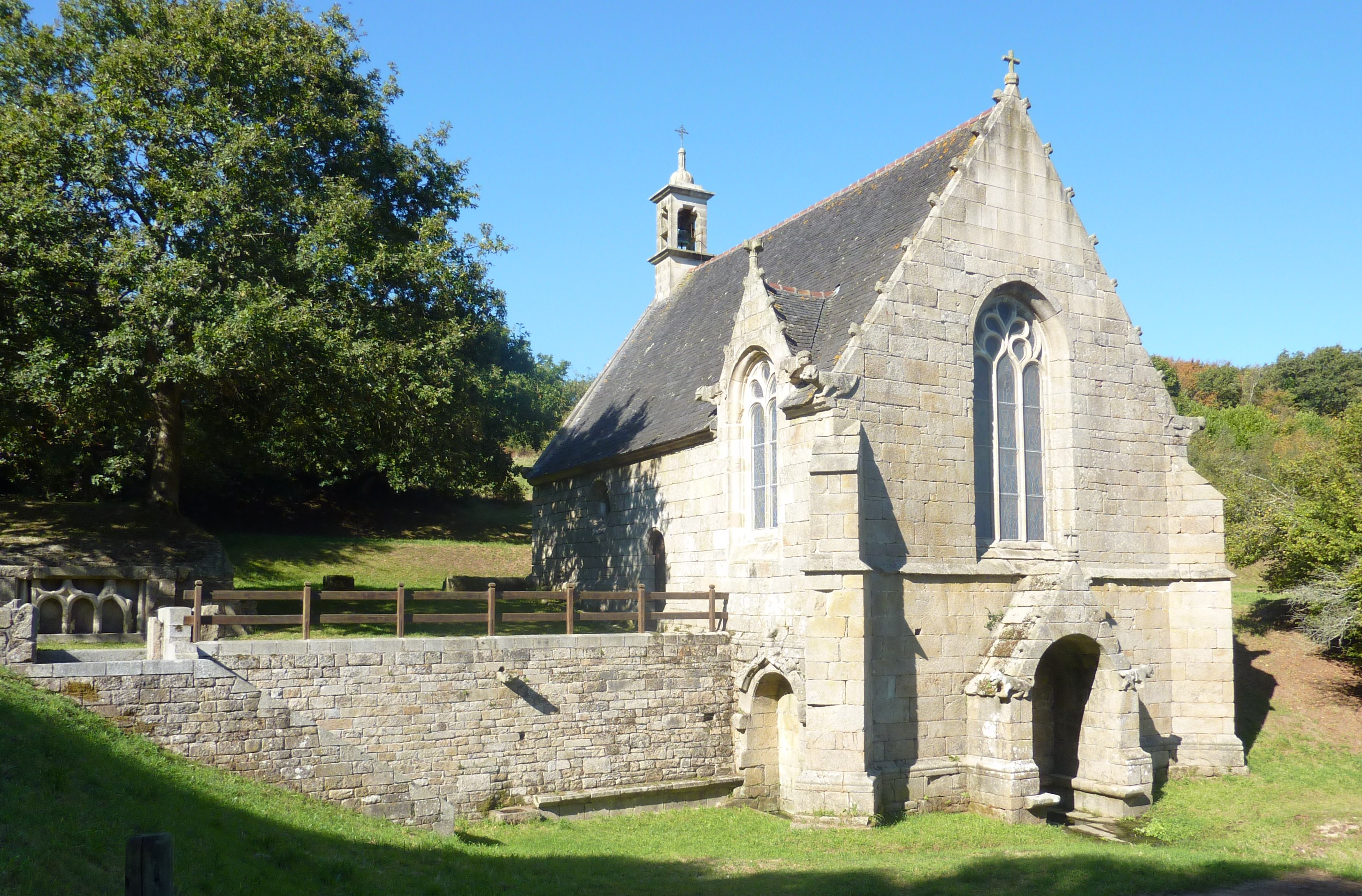
Guerlesquin: capella de Saint-Trémeur
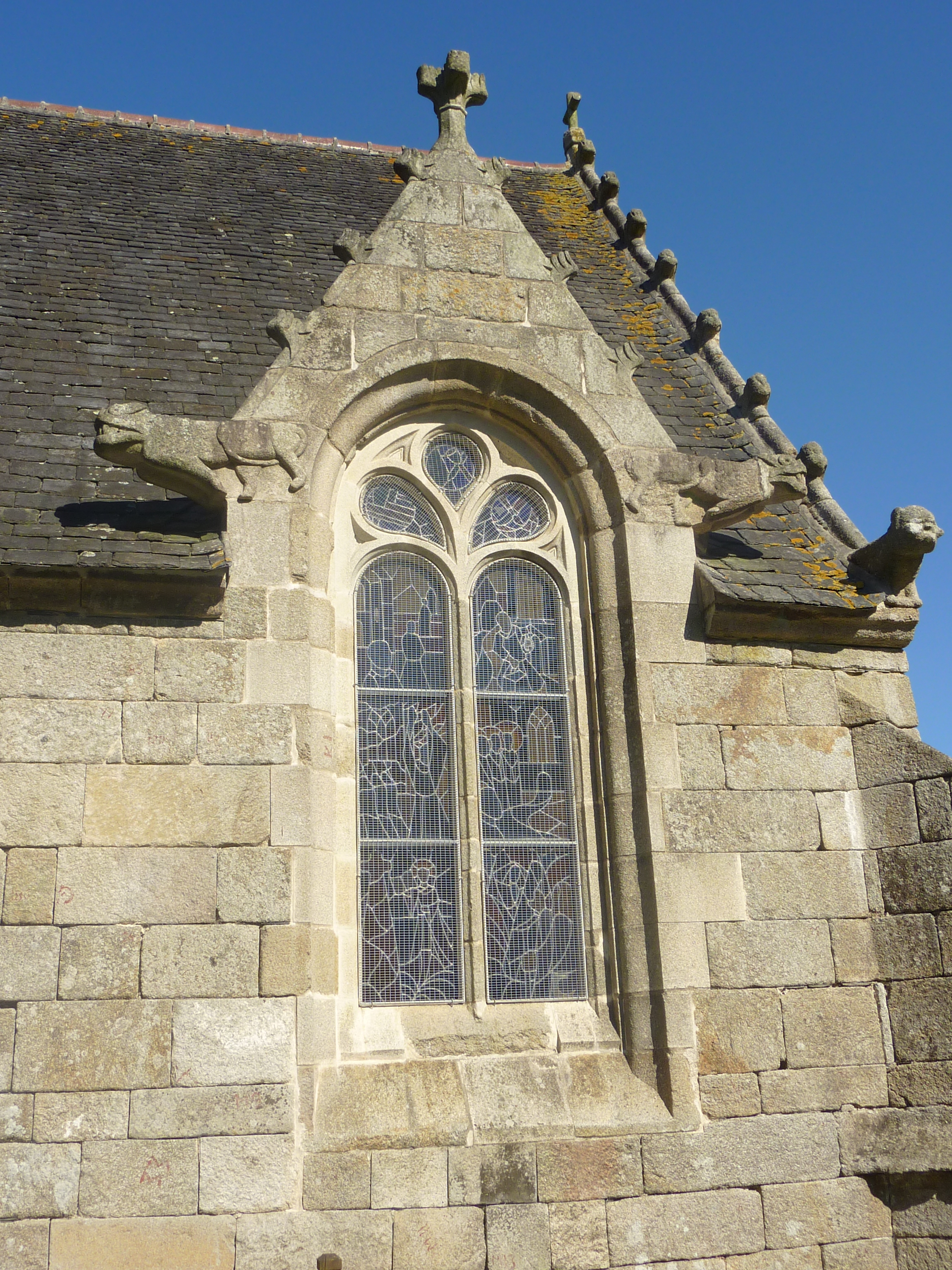
Guerlesquin: capella de Saint-Trémeur (detall)
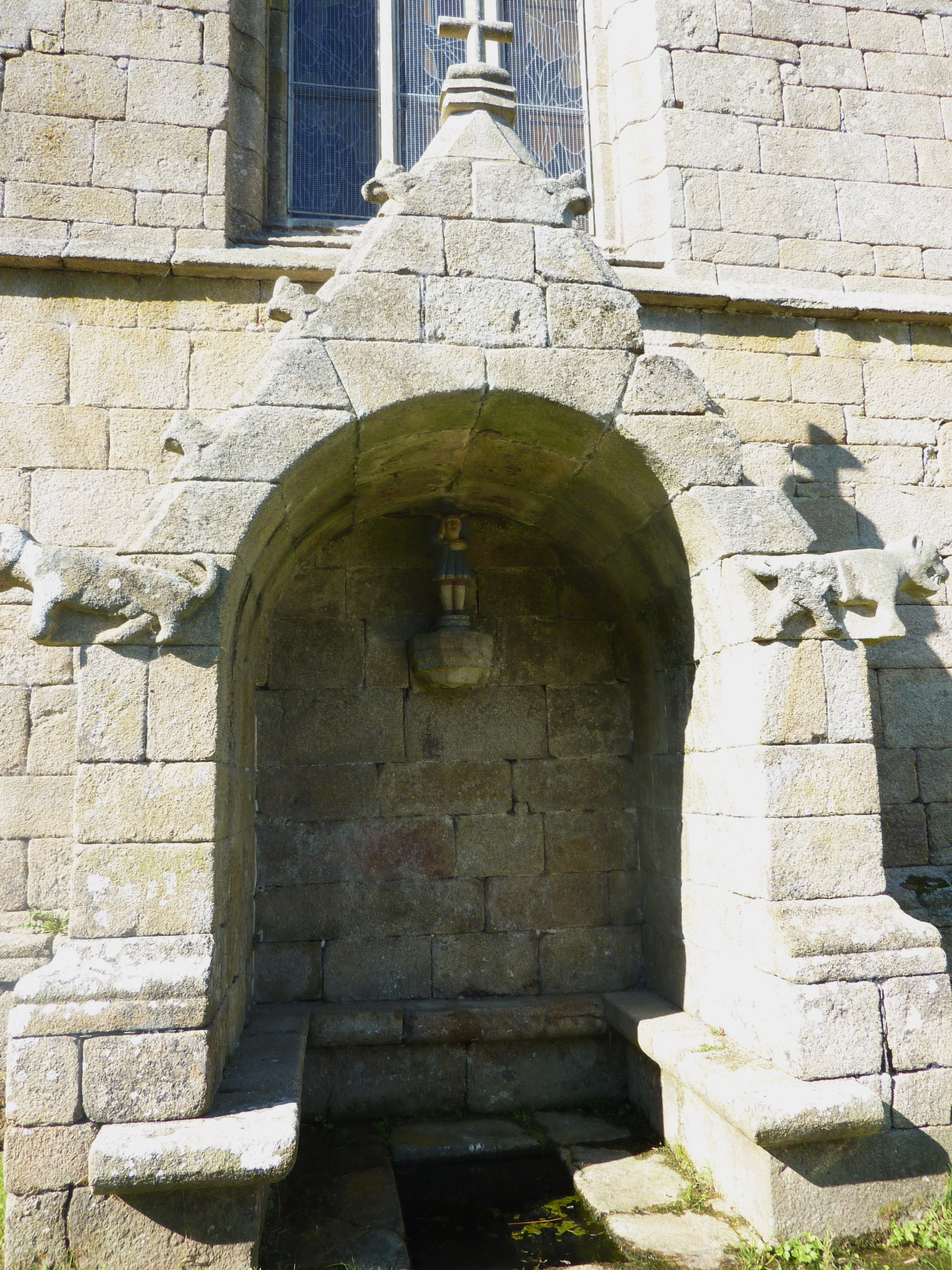
Guerlesquin: font al peu de la capella de Saint-Trémeur
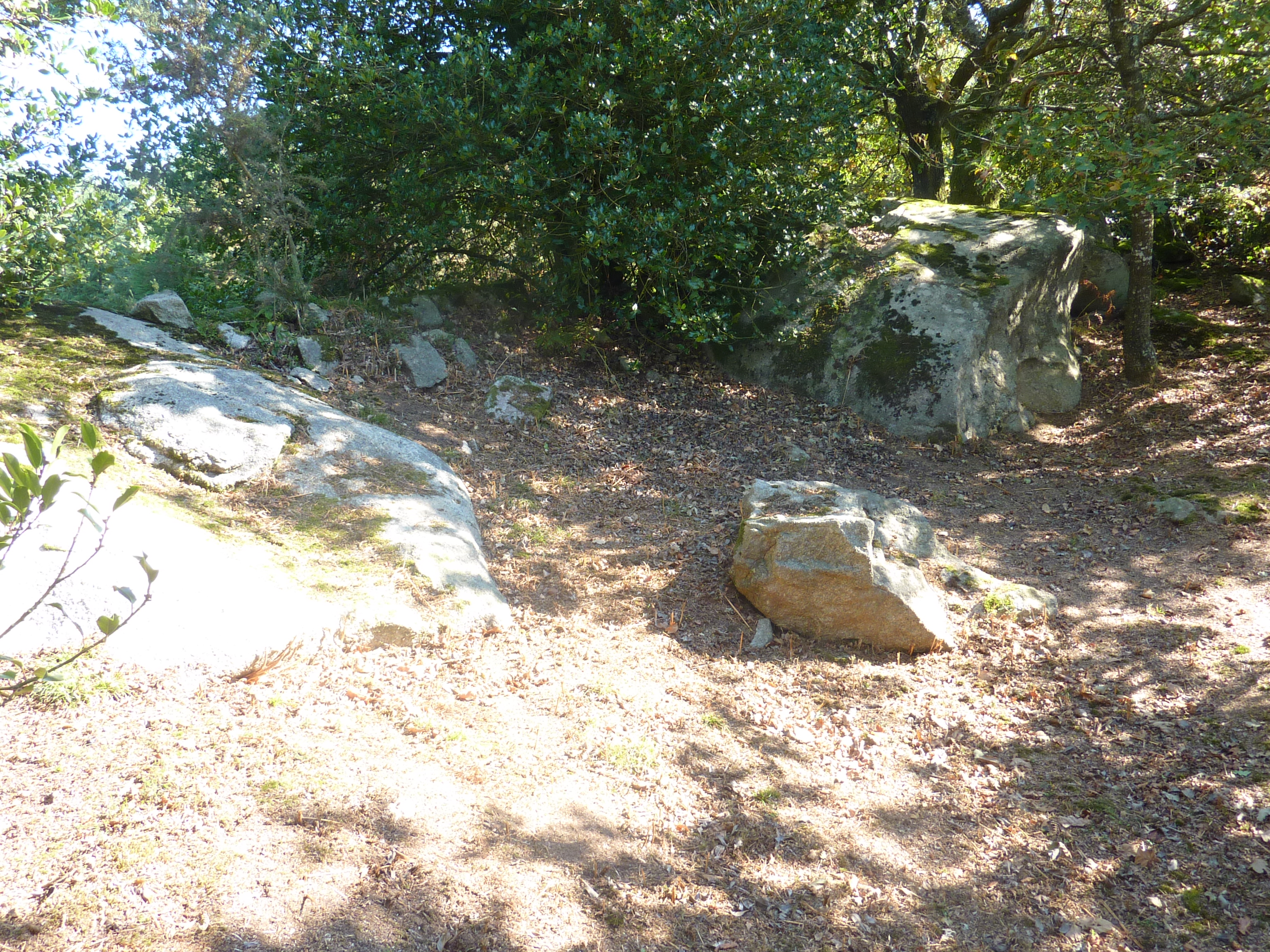
Guerlesquin: llit de Saint Trémeur (Gwele ar Sant) prop de la capella de Saint-Trémeur
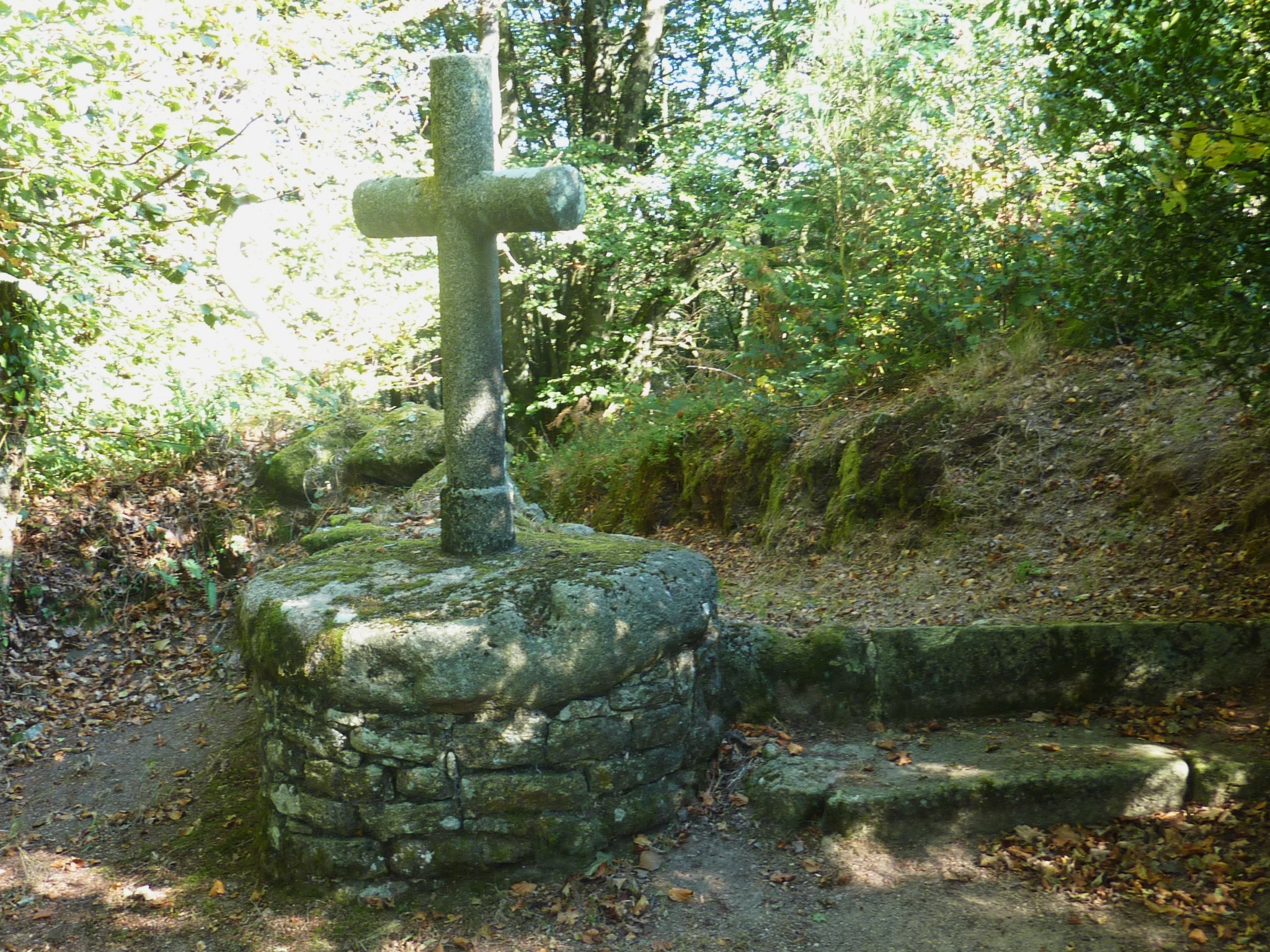
Guerlesquin: creu prop de la capella de Saint-Trémeur
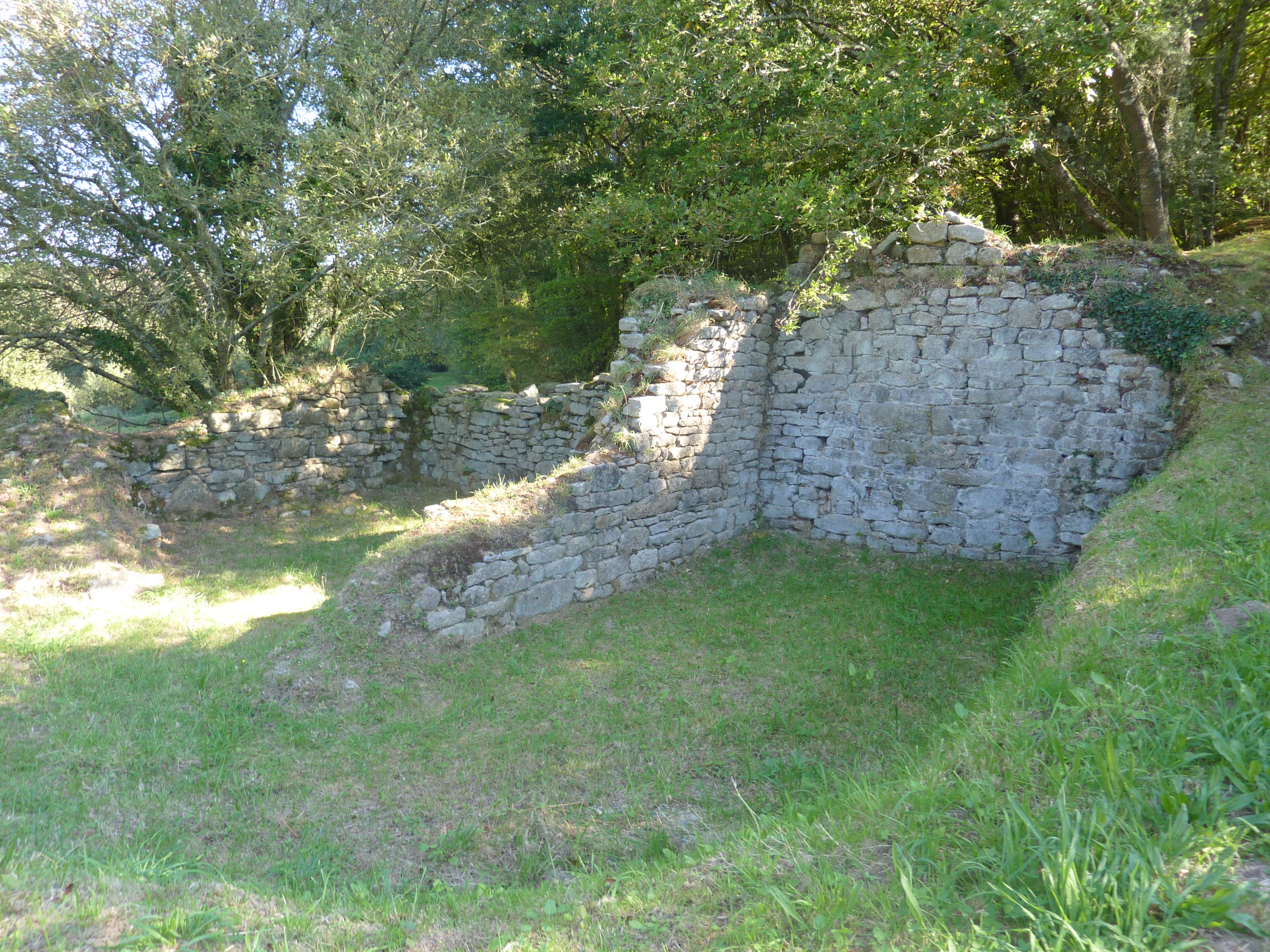
Guerlesquin: ruïnes prop de la capella de Saint-Trémeur
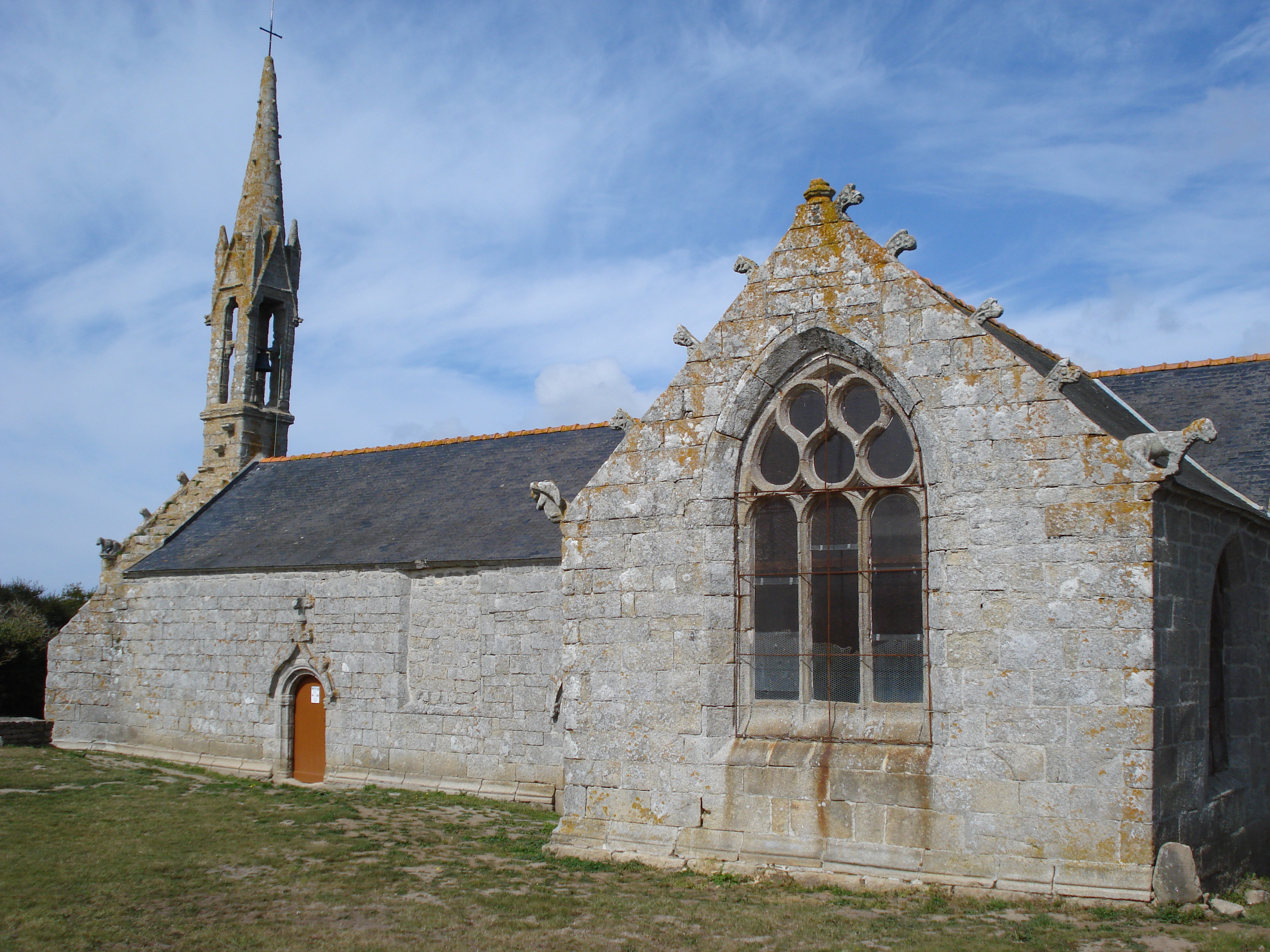
Le Guilvinec: capella de Saint-Trémeur